# Lord Warden of the Cinque Ports

Flagge des derzeitigen Lord Wardens of the Cinque Ports, Admiral Lord Boyce

Der Lord Warden of the Cinque Ports ist der Inhaber des ältesten militärischen Amts in England. Er repräsentiert den britischen Monarchen in den Cinque Ports, einem Bund von ursprünglich fünf, heute 14 Hafenstädten in Kent und Sussex. Heute ist das Amt eine, allerdings noch immer besonders herausgehobene, Sinekure.

## Geschichte
Das Amt existiert zumindest seit dem 12. Jahrhundert, möglicherweise ist es sogar noch älter. Verbunden mit der Funktion ist das Amt des Constable of Dover Castle, das schon vor der normannischen Invasion geschaffen wurde. Der jeweilige Lord Warden ist außerdem auch noch Admiral of the Cinque Ports.
Im Mittelalter und in der frühen Neuzeit hatte der Lord Warden of the Cinque Ports weitgehende Befugnisse im Südosten Englands. Er war für das Eintreiben der Steuern, die Verhaftung von Straftätern und die Zustellung von Writs auf dem Gebiet des Städtebundes der Cinque Ports verantwortlich. Ferner stand ihm eine Beteiligung an Strandgut zu. Schließlich hatte er rechtsprechende Aufgaben, die sich aber im Wesentlichen auf die Schlichtung und den militärischen Bereich beschränkten.
Aufgrund der weitgehenden Autonomie von der Krone galt der Lord Warden lange Zeit als bedeutendster Landesherr in England nach dem König. In sein Einflussgebiet fielen nach der Erweiterung der Cinque Ports im 15. Jahrhundert nahezu ganz Kent und Sussex. Bis ins 19. Jahrhundert hinein wurden auch die aus den Mitgliedsstädten entsandten Parlamentsabgeordneten vom jeweiligen Lord Warden ernannt bzw. bestätigt.
Wegen der Konzentration von Aufgaben und Befugnissen bei Parlament und Monarch verringerte sich der Einfluss des Lord Wardens im Laufe der folgenden Jahrhunderte. Zudem sanken auch die Bedeutung und die Wirtschaftskraft der Cinque Ports.
Die Wichtigkeit der Position wird aber auch in dieser Zeit daran erkennbar, dass das Amt überwiegend an Mitglieder der königlichen Familie und hohe Adlige, später dann auch an Premierminister vergeben wurde. In aller Regel handelte es sich dabei um Personen, die an herausgehobener Position in Kriegszeiten an der Verteidigung des Vereinigten Königreiches mitgewirkt hatten. Nur drei von insgesamt 158 Amtsinhabern waren bislang Bürgerliche. Die Übertragung erfolgt auf Lebenszeit.
Seit 1708 dient Walmer Castle bei Deal als offizielle Residenz der Lord Wardens.

## Flagge
Die Flagge des Lord Wardens of the Cinque Ports nimmt das Motiv des Wappens der Cinque Ports auf. Dabei handelt es sich um das zweitälteste Wappen Englands. Es ist seit 1305 bezeugt und zeigt drei schreitende Löwen und drei Schiffsrümpfe, welche ineinander übergehen. Der dem Mast zugewandte (liekseitige) Teil der Flagge enthält ein persönliches Symbol des jeweiligen Lord Wardens.

## Liste der Lords Warden of the Cinque Ports

### 12. Jahrhundert
- Henry of Essex um 1150–54

### 13. Jahrhundert
- William de Warenne, 5. Earl of Surrey 1204–06 und 1214
- Hubert de Burgh, 1. Earl of Kent 1215
- Geoffery de Lucy 1224 (1230)
- William de Averanch 1226
- Robert de Ayberville 1228
- Peter de Rivallis 1232–34
- Walerland Teutonicus 1235
- Bertram de Crioill 1236–1255 (mit Unterbrechungen)
- Henry Hose
- Stephen of Seagrave
- Peter von Savoyen 1241
- Reginald de Cobham 1255
- Roger Northwode
- Nicholas de Moels 1258
- Richard de Grey 1258
- Hugh Bigod 1259–60
- Nicholas de Croill 1260
- Robert de Walerand 1261
- Walter de Burgsted 1262
- Hamo de Crevequer 1263
- Humphrey de Bohun, 3. Earl of Hereford um 1264?
- Edmund Crouchback, 1. Earl of Lancaster ?
- Henry de Sandwich
- John de Haia ?
- Roger of Leybourne 1263
- Henry de Montfort 1264?
- Matthew de Hastings 1265
- Edward „Longshanks“, Earl of Chester 1265
- Matthew de Bezille 1266
- Stephen de Pencester 1267–71, dann mit Unterbrechungen bis 1298
- Robert de Burghersh, 1. Baron Burghersh 1299–1306

### 14. Jahrhundert
- Henry de Cobham, 1. Baron Cobham 1307
- Robert de Kendall 1307
- Henry de Cobham, 1. Baron Cobham 1315
- Bartholomew de Badlesmere, 1. Baron Badlesmere 1320
- Hugh le Despenser, 1. Earl of Winchester 1320
- Edmund of Woodstock, 1. Earl of Kent 1321
- John Peche 1323
- Ralph Basset, 2. Baron Basset of Drayton 1326
- Bartholomew de Burghersh, 1. Baron Burghersh 1327
- William Clinton, 1. Earl of Huntingdon 1330
- Bartholomew de Burghersh, 1. Baron Burghersh 1348
- Roger Mortimer, 2. Earl of March 1355
- John Beauchamp, 3. Baron Beauchamp de Somerset 1359
- Robert de Herle 1361
- Baron Spigurnell 1364
- Richard de Peinbrugge
- Andrew de Guldeford
- William Latimer, 4. Baron Latimer 1374
- Thomas Reines
- Edmund of Langley, Earl of Cambridge 1376
- Robert Assheton 1381
- Simon de Burley 1384
- John Devereux, 1. Baron Devereux 1387
- John Beaumont, 4. Baron Beaumont 1392
- Edmund of Langley, 1. Duke of York 1396
- John Beaufort, 1. Marquess of Dorset 1398
- Thomas Erpingham 1399

### 15. Jahrhundert
- Henry of Monmouth, Prince of Wales 1409
- Thomas Fitzalan, 12. Earl of Arundel und 10. Earl of Surrey 1412
- Humphrey, Duke of Gloucester 1415
- James Fiennes, 1. Baron Saye and Sele 1447
- Humphrey Stafford, 1. Duke of Buckingham 1450
- Richard Woodville, 1. Earl Rivers 1459
- Richard Neville, 16. Earl of Warwick 1460
- John Scott 1471
- Philip Fitz Lewes 1488
- William Scott 1492
- Prince Heinrich von England 1493

### 16. Jahrhundert
- Edward Poynings 1509
- George Nevill, 5. Baron Bergavenny (ernannt, trat vor der Einführung zurück)
- Edward Guilford (1474/9–1534)
- George Boleyn, Viscount Rochford (1533)
- Henry Fitzroy, 1. Duke of Richmond and Somerset
- Thomas Cheney 1535–1558
- Arthur Plantagenet, 1. Viscount Lisle 1539–1542
- Thomas Seymour, 1545 gemeinsam mit Cheney
- William Brooke, 10. Baron Cobham
- Henry Brooke, 11. Baron Cobham (Sohn des vorherigen Amtsinhabers) 1597

### 17. Jahrhundert
- Henry Howard, 1. Earl of Northampton 1604–1614
- Robert Carr, 1. Earl of Somerset 1614–1615
- Edward la Zouche, 11. Baron Zouche 1615–1625
- George Villiers, 1. Duke of Buckingham 1625–1628
- Theophilus Howard, 2. Earl of Suffolk 1628–1640
- James Stewart, 4. Duke of Lennox 1641–1642
- Edward Boys 1642–1646
- Major John Boys 1646–1648
- Algernon Sidney 1648–1651
- Colonel Thomas Kelsey 1651–1656
- Admiral Robert Blake 1656–1657
- Heneage Finch, 3. Earl of Winchelsea 1660
- James Stuart, Duke of York und Albany 1660–1673
- Colonel John Beaumont 1673–1691
- Henry Sydney, 1. Earl of Romney 1691–1702

### 18. Jahrhundert
- Georg von Dänemark, Duke of Cumberland 1702–1708
- Lionel Sackville, 7. Earl of Dorset 1708–1712
- James Butler, 2. Duke of Ormonde 1712–1715
- John Sidney, 6. Earl of Leicester 1717–1727
- Lionel Sackville, 1. Duke of Dorset 1727–1765
- Robert Darcy, 4. Earl of Holderness 1765–1778
- Frederick North, Lord North (seit 1790 2. Earl of Guilford) 1778–1792
- William Pitt der Jüngere 1792–1806

### 19. Jahrhundert
- Robert Banks Jenkinson, 2. Earl of Liverpool 1806–1827
- Arthur Wellesley, 1. Duke of Wellington 1829–1852
- James Andrew Broun-Ramsay, 1. Marquess of Dalhousie 1853–1860
- Henry John Temple, 3. Viscount Palmerston 1860–1865
- Granville George Leveson-Gower, 2. Earl Granville 1865–1891 (nicht eingeführt?)
- William Henry Smith 1891 (nicht eingeführt?)
- Frederick Hamilton-Temple-Blackwood, 1. Marquess of Dufferin and Ava 1892–1895
- Robert Gascoyne-Cecil, 3. Marquess of Salisbury 1895–1903

### 20. Jahrhundert
- George Curzon, 1. Baron Curzon of Kedleston 1904–1905
- Prince George, Prince of Wales 1905–1907
- Thomas Brassey, 1. Earl Brassey 1908–1913
- William Lygon, 7. Earl Beauchamp 1913–1934
- Rufus Isaacs, 1. Marquess of Reading 1934–1935
- Freeman Freeman-Thomas, 1. Marquess of Willingdon 1936–1941
- Winston Churchill 1941–1965
- Robert Menzies (bis 1966 australischer Premierminister) 1966–1978
- Königin Elizabeth, die Königinmutter 1978–2002

### 21. Jahrhundert
- Admiral Michael Boyce, Baron Boyce 2004–2022
- Admiral George Zambellas 2024–